# Chandala
En el marco del hinduismo, chandala o chandalá es un término oprobioso, que indica a los parias, menos que esclavos (y excluidos del sistema de castas).
- caṇḍāla o cāṇḍālá, en el sistema AITS (alfabeto internacional de transliteración sánscrita).
- चण्डाल, en escritura devanagari.
- Se pronuncia chandala o chandalá[1]

Quizá provenga de cháṇḍam: ‘violentamente, con ira’, como el rákshasa (monstruo antropófago) Chaṇḍa Karman (‘acción violenta’).
Se le llama a alguien descastado, que no se debe tocar (por eso se les llama «intocables»).
Deben ejercer las profesiones que los miembros de las cuatro castas hindúes no pueden realizar, debido a que las consideran deshonrosas.
Según el diccionario sánscrito del británico Monier Monier-Williams (1819-1899), un chandala es un descastado, un varón de la más baja y despreciada de las tribus mixtas, nacido de un padre shudrá (esclavo) y una madre bráhmana (hija de un sacerdote bráhmana).

## Cuatro castas hinduistas
El sistema varnashram tiene cuatro clases bien diferenciadas:
- brahmanes: autoridades religiosas (casta sacerdotal)
- chatrias, autoridades civiles y militares
- vaisias: terratenientes, ganaderos, agricultores y mercaderes
- sudrás: casta inferior, a la que pertenecían los campesinos y los esclavos. Aunque se podían matar, no se podían vender ni ocupar en trabajos «impuros», destinados a los chandalas.

## El trato a las mujeres chandalí
El femenino, chandali, se usa tanto para una mujer descastada como para una mujer de las castas superiores en el primer día de menstruación.
Los cinco piadosos príncipes Pándavas y su madre la reina Kuntí no incurrieron en pecado al matar a una mujer chandali con sus cinco hijos crecidos, a los que emborracharon y quemaron vivos dentro de una casa, durante el pasatiempo de la casa de laca.

## Sinónimos de descastado
Algunas palabras que se refieren a los descastados chandalas:
- jiná varga (‘sin conjunto’, sin familia): descastado, degradado, vil.[5]
- jiná varna (‘sin casta’): descastado, degradado, vil.[6]
- jiná yati (‘sin casta’): descastado, degradado, vil.[7]
- paridwamsa: ‘problema, ruina, perturbación, oscurecimiento, eclipse’, pérdida de la casta, mezcla ilegal de las clases sociales (por matrimonio), un varón desclasado.[8]
- prasthāna: además de significar ‘viaje, moverse, morir, método para alcanzar un objetivo, no ir a un festival, impedir que suceda un festival’, también significa un tipo inferior de drama (cuyos personajes son esclavos shudrá y descastados chandala).[9]
- samskara-jina (‘sacramento-desprovisto’): un varón de una de las tres castas superiores que no ha recibido la iniciación con el cordón sagrado y por lo tanto se convierte en un descastado.
- sátwata (‘adorador de Satwata [Krishná]’): hijo de un vaiśia descastado; o más específicamente ‘hijo de un vaishia descastado y una mujer vaishia que antes fue esposa de un chatría.[10]
- shaikha (‘hijo de una śikhā’, la mecha de cabello que se dejan los bráhmanas en la coronilla): el vástago de un bráhmana descastado.[11]
- shwa-pacha o shwa-paka (sinónimo de caṇḍāla): ‘el que cocina perro’ (siendo shwá: ‘perro’ y pacha: cocinar’). Alimentador de perros, cuidador de perros. Hombre (o mujer, shuápachi) de una tribu baja o descastada. Actúa como verdugo público y arrastra los cuerpos de los varones que mueren sin haber tenido hijos que los salven del infierno mediante donaciones a los sacerdotes bráhmanas.[12] Puede ser:
  - hijo de un chaṇḍāla y una brāhmaṇī
  - de un nishtia (mlecha o extranjero) y una kirata —mujer de la tribu cazadora montañesa kirata, que habían sido arios pero se convirtieron en mlechas por no seguir los principios hinduistas— previamente soltera, o bien
  - hijo de un chatría y una mujer ugrá (de padre chatría y madre shudrá)
  - de un ugrá (de padre chatría y madre shudrá) con una mujer ‘moralmente reprensible’ (¿prostituta?).
- su dhánuan (hermoso arco): hijo de un vaishia descastado con una mujer vaishia.[13]
- vaivarnika (o vi-varna): sin varna, sin casta, uno que ha perdido o ha sido expelido de su casta, un descastado.[14]
- vrishalá twa: la condición de un śūdrá, la cualidad de un descastado, siendo vrishalá (‘buey’) una manera antigua de referirse a los shudrás como un varón pequeño o despreciable, bajo, cruel o malvado.[15]

## En la astrología hinduista
En el marco del Yiotish Vedá (la astrología védica), un chandala yoga es una combinación maléfica («inauspiciosa») de dos o más planetas.

## En la Europa del sigloxix
El filósofo alemán Friedrich Nietzsche describía a los judíos y a los cristianos con el término «chandala» (en alemán tschandala) en sus obras El Anticristo y El ocaso de los ídolos, o cómo se filosofa a martillazos. El uso que Nietzsche da a este término es influencia del escritor francés Louis Jacolliot (1837-1890) y su libro Los legisladores religiosos: Manu, Moisés, Mahoma.

## En la España del sigloxix
Según Francisco de Paula Mellado (1810-1876), un chandala es el nombre que los habitantes de Indonesia (un grupo de islas a 2000 km de la India) dan a los que consideran parias, individuos que expelen de las cuatro castas.
Forman lo siguiente:
- Una clase aparte.
- Una clase despreciada.
- Es como la hez de todas las castas.
- Se compone de todos los que han violado las leyes religiosas o civiles.
- No pueden habitar en el interior de las ciudades, perseguidos por los demás.
- No pueden bañarse en las aguas del río Ganges (que se encuentra a más de 2000 km de Indonesia, cruzando el golfo de Bengala).
- No pueden ejercer ninguna profesión honrosa.
- Su contacto se reputa como una mancha.

## En la India actual
A muchas castas dalit todavía se las llama chandalas en el norte de la India, Majarashtra, Orissa, Uttar Pradesh, Bijar y Bengala. En Bengala se han cambiado el nombre a namasudra para escapar a los efectos negativos del término.
Se supone que los chandalas tienen piel más oscura que el resto de los indios. Trabajan como campesinos (sin sueldo: trabajan por la comida) o como cargadores de palanquines. Su dieta incluye cerdo, anguila y comidas prohibidas para las demás castas. Generalmente son pobres y sin educación, y por lo tanto su estilo de vida es «abominable». Son forzados a vivir en áreas sin higiene y en malas condiciones de salubridad, lo que contribuye a una atmósfera subhumana. Venden a sus hijas mucho antes de la pubertad, pero observan el matrimonio con las mismas ceremonias que el resto de las castas. No es muy común el divorcio. Se permite la poligamia.
Cuando nace un bebé, la madre chándal es declarada ceremonialmente sucia por diez días (si el bebé es varón) o por siete a nueve días (si es hembra). Al sexto día de nacer un bebé varón, se realiza un rito sashthi-puya (‘seis-adoración’).
La mayoría de los chandalas son vaisnavas (ya que esta religión —especialmente su rama bengalí— abogó por la posibilidad de liberación espiritual de los chandalas, aunque no su ascenso social).
Mantienen remanentes de otras religiones, que provienen de cultos animistas:
- Bastu puya, o adoración a la tierra (pero no como una diosa que personifica a la Tierra ―que sería Bhumi―, sino como la tierra misma)
- Banásura puya o adoración al dios de los ríos (en el hinduismo, Banásura no era un dios del río, sino un demonio asura).
- Manasha puya (adoración a la diosa de las serpientes).

Los chandalas tienen sus propios «bráhmanas», que presiden sus ceremonias religiosas y sociales, y que son llamados chandaler brahman (bráhmana de los chandalas) o varna-brahman, ya que son bráhmanas que se han degradado por haber presidido ceremonias de castas inferiores.
Aunque los cambios en las condiciones materiales de la casta chandala no es muy perceptible, gradualmente se notan cambios, debido al impacto de las políticas estatales, la educación popular, las actividades de diversas ONG, la globalización, la comunicación moderna, etc.